# Hydratační entalpie
Rozpouštěcí entalpie (teplo) ΔHL představuje rozdíl entalpie soli rozpuštěné a soli v pevném stavu. Je to součet záporné hodnoty mřížkové energie a hydratační entalpie iontů. Hydratační entalpie ΔHH udává, kolik energie se uvolní, když přechází ion do roztoku a je obklopen hydratačním obalem.
Zisk energie je výsledkem působení přitažlivých sil mezi ionty a polární molekulami vody v hydratačním obalu.
Aby sůl přešla do roztoku, musí být hydratační energie iontů alespoň tak velká jako mřížková energie soli, kterou je nutno vynaložit.

## Příklad
Hydratační entalpie sodného kationtu a chloridového aniontu převyšují mřížkovou energii chloridu sodného.
ΔHH(Na+) = −406 kJ / mol
ΔHH(Cl−) = −384 kJ / mol
ΔHH(Na+) + ΔHH(Cl−) = −790 kJ / mol
Ug = −788 kJ / mol
Energie uvolněná při hydrataci je větší než energie potřebná k rozpuštění mřížky. Svoji důležitou roli hraje také změna entropie při rozpuštění. Uvedené hodnoty ukazují, že je pro chlorid sodný po energetické stránce výhodnější, když ionty přejdou z krystalu do roztoku.